# Andrea Libman
Pour les articles homonymes, voir Libman.
Andrea Eva Libman, née le 19 juillet 1984, est une actrice canadienne, actrice de voix-off, pianiste et chanteuse, dont l'une des apparitions les plus populaires à l'écran incluent Les Quatre Filles du docteur March, André, mon meilleur copain et un rôle secondaire dans X-Files : Aux frontières du réel. Elle est également connue pour interpréter des voix pour des personnages dans différentes séries d'animation, notamment les personnages Pinkie Pie et Fluttershy dans My Little Pony : Les amies, c'est magique.

## Biographie

### Carrière
Ses rôles les plus connus sont Dragon Ball, Madeline (elle reprend le rôle du personnage principal de Tracey Lee Smyth en 1995 et le conserve jusqu'à My Fair Madeline en 2002, date à laquelle le rôle est confié à Chantal Strand), la version de la saison 3 de X-23 dans X-Men : Evolution, la jeune AndrAIa dans ReBoot, Emmy dans la série animée pour enfants Dragon Tales de PBS Kids et Isabelle dans Finley the Fire Engine. Andrea Libman prête sa voix à Pinkie Pie et Fluttershy dans My Little Pony : Friendship is Magic, à Cylindria dans Pac-Man and the Ghostly Adventures et à Maya dans Maya the Bee. Elle trouve un grand nombre de fans parmi les bronies, les fans adolescents et adultes de My Little Pony: Friendship is Magic.
Elle est apparue devant la caméra dans des films et des émissions de télévision, notamment Highlander : The Series, Susie Q, The Lotus Eaters, et Lyddie.

### Vie personnelle
Elle déclare sur Twitter que, bien que ce ne soit pas sa langue maternelle, elle a appris à lire en français avant de lire en anglais. En tant que musicienne, Andrea Libman joue du piano et est également professeur de piano. Elle possède un golden retriever nommé Mindy, selon son compte Instagram. Elle est titulaire d'un Bachelor of Applied Science (en) de l'Université de la Colombie-Britannique
.

## Filmographie
(mars 2021).

### Cinéma
- 1986 : Dragon Ball : La Légende de Shenron de Daisuke Nishio : Penny (Voix)
- 1993 : The Lotus Eaters de Paul Shapiro : Jo Spittle
- 1994 : André, mon meilleur copain de George Miller : Mary May
- 1994 : Les Quatre Filles du docteur March (Little Women) de Gillian Armstrong : Kitty Kirk
- 1997 : Lapitch, le petit cordonnier (Čudnovate zgode šegrta Hlapića) de Milan Blažeković : Lisa (Voix)
- 2000 : À l'aube du sixième jour (The 6th Day) de Roger Spottiswoode : Cindy, la poupée SimPal (Voix version originale)
- 2002 : Kelly Dream Club de Phil Roman : Ruby (Voix)
- 2005 : Barbie et le Cheval magique (Barbie and the Magic of Pegasus) de Greg Richardson : Lilac (Voix)
- 2006 : Barbie Fairytopia: Mermaidia de Walter P. Martishius et William Lau : Sea Butterfly (Voix)
- 2010 : Barbie et le Secret des sirènes (Barbie in a Mermaid Tale) de Adam L. Wood : Dee (Voix)
- 2010 : Barbie : La Magie de la mode (Barbie: A Fashion Fairy Tale) de William Lau : Glimmer (Voix)

### Télévision

#### Séries télévisées
- 1986 : Juliette, je t'aime (Maison Ikkoku) : Ikuko (Voix, 6 épisodes)
- 1989 : Ranma ½ : Shitamachi (Voix)
- 1989 : Le retour du roi Léo (en) (Shinsaku jungle taitei) : ? (Voix, saison 1, épisode 1)
- 1992 : L'As de la crime (The Commish) : Laura à 5 ans (saison 1, épisode 14)
- 1992 : Highlander : Belinda (saison 1, épisode 6)
- 1993-1994 : Madeline : Madeline (Voix, 13 épisodes)
- 1994 : X-Files : Aux frontières du réel : Michelle Bishop (saison 1, épisode 22)
- 2007-2008 : Les Bisounours : Aventures à Bisouville (Care Bears: Adventures in Care-A-Lot) : Harmony Bear (Voix, 22 épisodes)
- 2008-2009 : Monster Buster Club : Cathy (Voix, 28 épisodes)
- 2012 : Le Dino Train (Dinosaur Train) : Pamela Pachycephalosaurus (Voix, saison 2, épisode 45)
- 2013-2017 : Maya l'abeille : Maya (Voix, 78 épisodes)
- 2013-2016 : Pac-Man et les Aventures de fantômes (Pac-Man and the Ghostly Adventures) : Cylindria (Voix, 33 épisodes)

#### Téléfilms
- 1996 : Susie Q (en) de John Blizek : Teri Sands
- 1996 : Lyddie de Stefan Scaini : Rachel Worthen
- 2015 : My Little Pony: Equestria Girls – Friendship Games de Ishi Rudell : Pinkie Pie / Fluttershy (Voix)

### Animation
- 2002-2003 : LeapFrog : Lily
- 2007 : George de la jungle
- The Adventures of Corduroy : Lisa
- Animated Classic Showcase : Divers personnages
- Dans la peau de Ian : Voix additionnelles
- Billy the Cat, dans la peau d'un chat : Voix additionnelles
- Bob le bricoleur : Voix additionnelles
- A Christmas Adventure ...From a Book Called Wisely's Tales : Natalie
- Dino Juniors : LaBrea
- Dinosaur Baby Holy Heroes : Kaia Moreau
- Dragon Tales : Emmy[3]
- Extrêmes Dinosaures : Voix additionnelles
- Finley the Fire Engine : Isabelle the ice cream van
- G.I. Joe Extreme : Voix additionnelles
- Helen Crawford : Cindy Chang (2004)
- Hurricanes : Voix additionnelles
- Johnny Test
- Kate et Mim-Mim : Narrateur
- Krypto le superchien
- Leo le lion : Roi de la jungle (direct-to-video) : Tooey le lionceau
- Little Red Riding Hood : Little Red Riding Hood
- Little Witch : Little Witch
- Littlest Pet Shop : Voix additionnelles
- Madeline à Paris : Madeline
- Mary-Kate and Ashley in Action!
- My Little Pony (direct-to-video animated specials) : Sweetie Belle[4] Zipzee[5]
- My Little Pony : Les amies, c'est magique : Pinkie Pie, Fluttershy, additional voices
- My Little Pony: Equestria Girls : Pinkie Pie, Fluttershy
- Equestria Girls: Rainbow Rocks - Guitar Centered : Pinkie Pie, Fluttershy
- Hamstocalypse Now : Fluttershy
- Equestria Girls: Rainbow Rocks - Pinkie on the One : Pinkie Pie, Fluttershy
- Player Piano : Pinkie Pie, Fluttershy
- A Case for the Bass : Pinkie Pie, Fluttershy
- Shake Your Tail : Fluttershy
- Perfect Day for Fun : Fluttershy
- Equestria Girls: Rainbow Rocks : Pinkie Pie, Fluttershy
- Friendship Through the Ages : Fluttershy
- Pinkie Spy : Pinkie Pie
- All's Fair in Love & Friendship Games : Sweetie Drops
- Equestria Girls: Friendship Games : Pinkie Pie, Fluttershy, Sweetie Drops
- Equestria Girls: Legend Of Everfree : Pinkie Pie, Fluttershy, Sweetie Drops
- My Little Pony: The Movie : Pinkie Pie, Fluttershy (upcoming)
- The Little Prince : Myriad (The Planet of Libris)
- The Non-Adventures of Safety Queen : Safety Queen
- Les Aventures des Pocket Dragon : voix additionnelles
- Rainbow Fish : voix additionnelles
- ReBoot : AndrAIa jeune
- Sabrina: The Animated Series : Norma
- Salty's Lighthouse : Claude
- Sonic Underground
- Strawberry Shortcake's Berry Bitty Adventures : Lemon Meringue, Princess Berrykin, Sweet Grapes
- Ultimate Book of Spells
- Vor-Tech: Undercover Conversion Squad : M.J. Sloan
- What About Mimi? : Voix additionnelles
- X-Men: Evolution : X-23 (Saison 3, épisode 11)
- Yakkity Yak : Lemony
- 3-2-1 Penguins! : Fuzzy (Saison 3, épisode 7)
- Dragon Ball : Chi-Chi,
- Elemental Gerad : Orega
- Gundam 00 : Mileina Vasthi
- Kishin Corps: Alien Defender Geo-Armor : Cookie
- Maison Ikkoku : Ikuko Otonashi (épisodes 1-36)
- Mega Man: Upon a Star : Roll
- Night Warriors: Darkstalkers' Revenge : Anita

## Autres
- X-Play (jeu télévisé) : Kanaren King

## Jeux vidéo
- 1998 : ReBoot : AndrAla (voix)
- 2002 : Embodiment of Scarlet Devil : Rumia (voix)
- 2012 : Little Big Planet : Mrs. Sunshine (voix)
- 2012 : My Little Pony : Pinkie Pie / Fluttershy (voix)
- 2014 : Little Big Planet 3 : Hildur (voix)
- 2017 : Touhou koubutou V : Rumia (voix)
- 2018 : Doragaria rosuto : Serena (voix)
- 2022 : Dragon Caffi : Cutie (voix)